# Basma Lachkar
Basma Lachkar (geb. 25. März 2003) ist eine Wushu-Athletin spezialisiert auf Taiji aus Brunei.

## Leben

### Jugend und Ausbildung
Basma Lachkar wurde am 25. März 2003 in Brunei geboren. Ihr Vater ist ein Marokkaner und ihre Mutter, Hajah Rosnah binti Awg Tengah, Bruneierin. Basma Lachkar erhielt ihre Schulbildung an der Chung Hwa Middle School, wo sie als Freizeitaktivität den Wushu-Kurs besuchte.
2022 erhielt sie ihren Abschluss an der Jerudong International School (JIS). und an der Sports School.

## Karriere
Lachkar wurde in die Wushu-Nationalmannschaft von Brunei von Trainer Li Hui aufgenommen.
Sie trat in internationalen Taiji-Wettbewerben an und errang für ihr Land verschiedene wegweisende Erfolge. Bei den World Games 2022 in Birmingham in den Vereinigten Staaten errang sie die erste Goldmedaille überhaupt für Brunei in einem internationalen Turnier.
Sie nahm für Brunei an den Asienspielen teil, wo sie 2018 in Jakarta und Palembang erstmals teilnahm. Sie konnte dort noch keine Podiumsplätze erringen. In den Asienspielen 2022 in Huangzhou konnte sie die erste Silbermedaille für Brunei in den Asienspielen gewinnen.

## Familie
Im Oktober 2022 verstarb ihre Mutter, Hajah Rosnah binti Awg Tengah.